# Historia del judaísmo

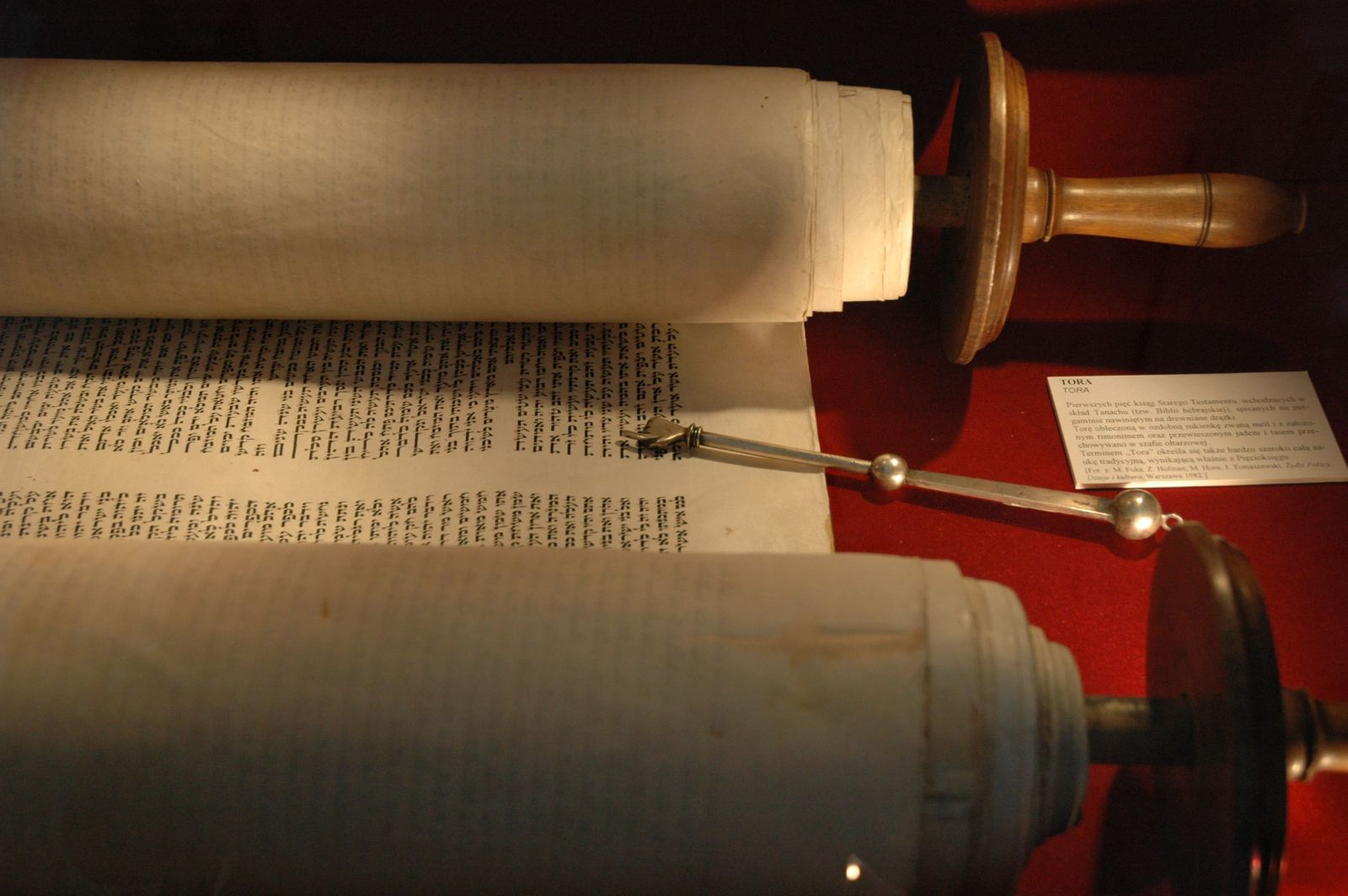
La Ley, en hebreo Torah, es el centro del judaísmo como revelación divina. Rollo de la Ley y yad (puntero) en el «Museo de la Gran Sinagoga», Włodawa, Polonia.

El término historia del judaísmo es la denominación del estudio histórico del desarrollo de la religión judía, desde sus orígenes hasta la actualidad. Debe distinguirse del estudio histórico de los antiguos reinos de Israel y Judá, así como de la historia del pueblo judío. No obstante, como ambos temas se relacionan con la religión judía, frecuentemente se superponen. 
El término «judaísmo» proviene del hebreo: יַהֲדוּת, Yahadut, por medio del griego: Ἰουδαϊσμός, Ioudaismos , ambos derivados de Judá (hebreo: יְהוּדָה, Yehuda) nombre de una de las doce tribus de Israel, según el relato bíblico, y la única que sobrevivió como un estado teocrático independiente, dando origen a una religión étnica basada en la creencia en un Único Dios revelado, quien había sellado una alianza con el pueblo judío. 
Según la Biblia, que se convertirá en el Libro Sagrado del judaísmo, Dios escogió al patriarca Abraham como antepasado de los judíos, prometiéndole sus bendiciones. El nombre de este ancestro ha servido para designar a las mayores religiones monoteístas, que comparten las mismas creencias básicas, a saber: hay un solo Dios, único, que se reveló a la Humanidad y ordena una serie de conductas éticas. El judaísmo, el cristianismo y el islam son las principales religiones abrahámicas.
En su propia tradición, el judaísmo se ve a sí mismo como la primera y más auténtica de las religiones abrahámicas y el único portador de la Alianza con Dios. 
En la actualidad, posee alrededor de quince millones de adherentes en todo el mundo, siendo la décima religión por número de fieles.
Dentro del judaísmo existieron y existen numerosas corrientes religiosas, algunas desaparecidas, como el esenismo, otras convertidas en una tradición religiosa diferente, el caso del cristianismo, y una predominante hasta la actualidad conocida como judaísmo rabínico. Este último, sin embargo, ha experimentado también divisiones, originadas en las diversas interpretaciones de la Torah, la Ley Judía que, se cree, fue dada por Dios mismo a Moisés.

## Definición
El judaísmo se define como una forma de vida religiosa cuya característica esencial es la creencia en un Dios único y personal, creador del Universo, al cual gobierna por su providencia. Es la religión del pueblo judío, con una Ley, conocida como Torá, que se cree ha sido revelada por el mismo Dios, comprende también una cultura, una historia y una ética particulares, las cuales se expresan por medio de rituales. creencias y valores. En el corazón del judaísmo está la creencia en la unicidad de Dios y la elección de este pueblo por la Divinidad

## El surgimiento del judaísmo

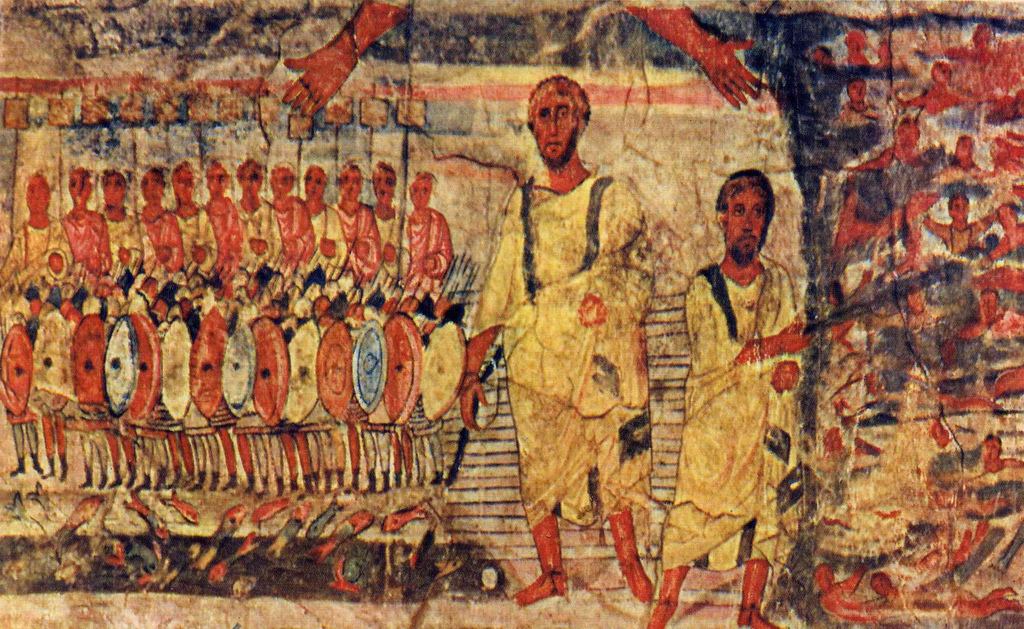
Las tribus de Israel cruzan el Mar Rojo guiadas por Moisés, episodio que marca su liberación de la opresión egipcia. Fresco de la Sinagoga de Dura Europos, años 244 - 256.

Dentro de la tradición judía, la Biblia hebrea es la fuente principal tanto de las creencias y prácticas como de la historia de la religión judía. Según ella, el judaísmo se remonta a los tiempos de Abraham, quien habría vivido hacia el siglo XX a. C. (según la cronología interna de la Biblia) y fue codificada por Moisés, siguiendo el dictado divino, en el siglo XV a. C. (XIII a. C., según otras interpretaciones). Esta religión era monoteísta, el dios llamado Yahveh era el único, y fue practicada por el pueblo de Israel desde su milagrosa salida de Egipto. Una vez asentadas las doce tribus en Canaán, conquista guiada por Yahveh, las tribus alternaron la fidelidad a la Torá con el culto a otros dioses. Esta práctica no cesó cuando se constituyeron en un reino poderoso bajo David y Salomón, ni cuando se dividieron en dos estados rivales; Israel al norte y Judá al sur. Finalmente, la infidelidad del pueblo y de sus reyes, llevó a la destrucción sucesiva de ambos reinos (bajo asirios y bablionios) y al destierro. Siempre según la narrativa bíblica, solamente los miembros de las tribus de Judá, Benjamín y Leví permanecieron fieles a la Alianza, por lo que el nombre de judíos (de Judá) pasó a designar a los seguidores de la Torá. Una parte del pueblo judío regresó a su tierra ancestral, y codificó la Biblia añadiendo a la Ley, un relato histórico desde la conquista de Canaán hasta la caída de los reyes, así como las profecías y diversos textos de culto o de instrucción religiosa. Esta codificación fue aceptada por los judíos que permanecieron en el destierro, si bien no terminó de completarse hasta el siglo I de nuestra era.
Desde un punto de vista histórico, el judaísmo se origina en la provincia persa de Judea (Yehud Medinata) entre los siglos VI y IV a. C. Sus raíces, sin embargo, se remontan a la Edad de Hierro, cuando aparecieron los reinos de Israel y Judá en la región conocida más tarde como Palestina. 

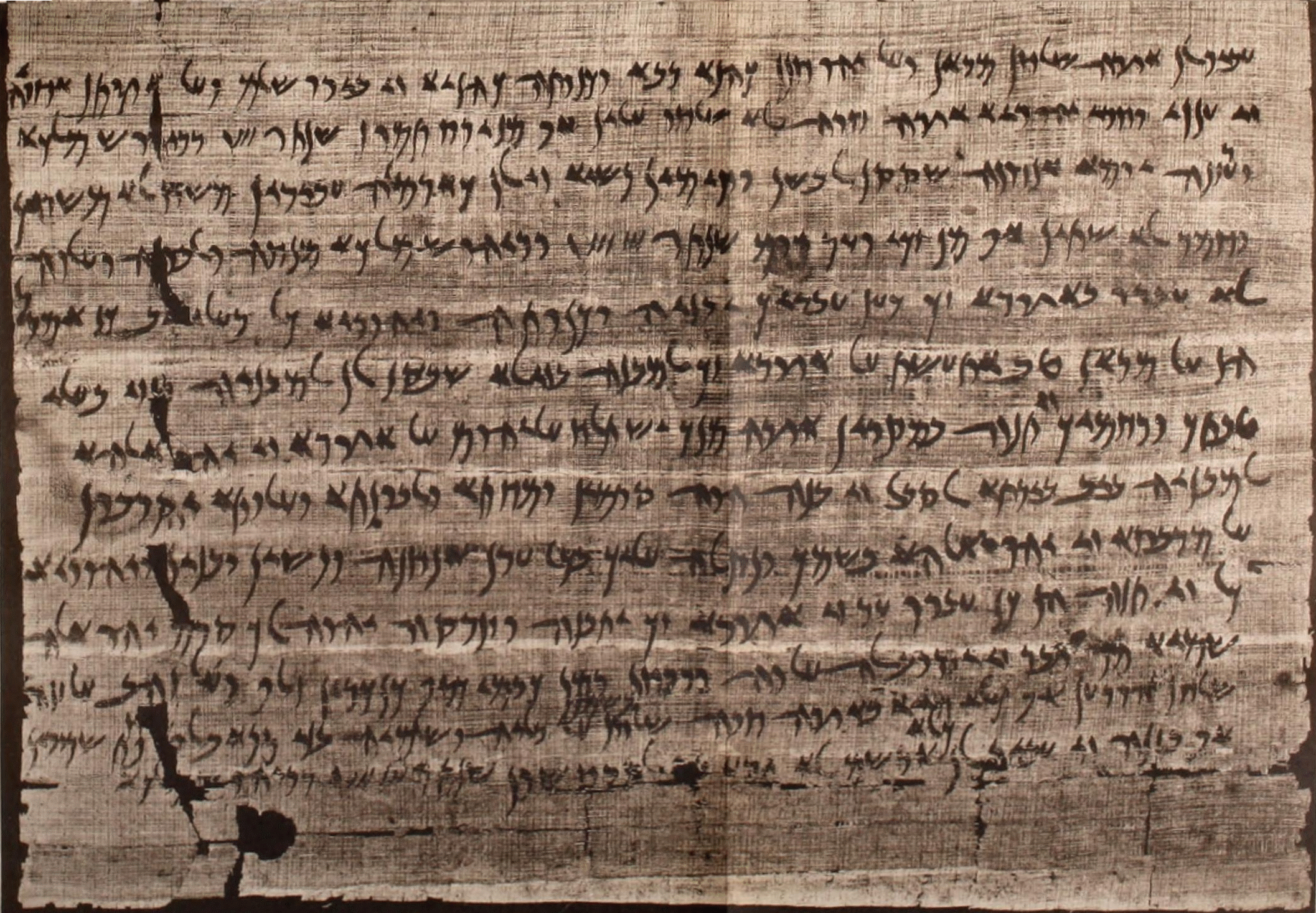
Carta escrita por la guarnición judía de Elefantina, solicitando la reconstrucción de su templo. Papiro del siglo V a. C.

Los primeros testimonios externos de la religión judía, además de inscripciones de los siglos IX a. C. y posteriores, son los papiros de Elefantina; ellos registran la vida cotidiana de grupo de mercenarios judíos que viven en dicha isla durante el siglo V a. C., poseen un templo donde rinden culto al dios Yahveh y, probablemente, a la diosa Anat, celebran la fiesta de los panes sin levadura y practican sacrificios de animales. Otras menciones más o menos contemporáneas, en fragmentos documentales o autores griegos, indican la práctica de la circuncisión, la abstención de consumo de ciertos animales y la presencia de sacerdotes como máximas autoridades tanto de la religión como del estado. 

## La crisis del helenismo
La religión judía, centrada en el culto del Templo de Jerusalén, bajo la autoridad del Sumo Sacerdote, se mantuvo como un culto étnico protegido por el estado durante la dominación persa, la conquista de Alejandro y la época de los reyes lágidas de Egipto, que dominaron la región hasta principios del siglo II a. C. En 199 a. C., sin embargo, Judea, así como toda Palestina y Celesiria, pasó a manos de los reyes seleúcidas. Al principio estos soberanos también protegieron el culto judío, pero en 175 a. C., el rey Antíoco Epifánes intervino en las disputas internas de la aristocracia, apoyando a una facción que pretendía helenizar la religión judía. En el marco de estas luchas, Antíoco expulsó al Sumo Sacerdote legítimo de Jerusalén, saqueó el Templo e introdujo medidas para pacificar su frontera egipcia imponiendo la helenización completa: el Libro de la Ley fue prohibido y el 15 de diciembre del 167 a. C. una "abominación desoladora", probablemente un altar griego, fue introducido en el santuario. Con la religión judía amenazada, surgió un movimiento de resistencia liderado por el sacerdote Matatías y sus hijos, los Macabeos, el cual durante los siguientes tres años obtuvo suficientes victorias sobre Antíoco para recuperar el Templo.

## El choque de la fe

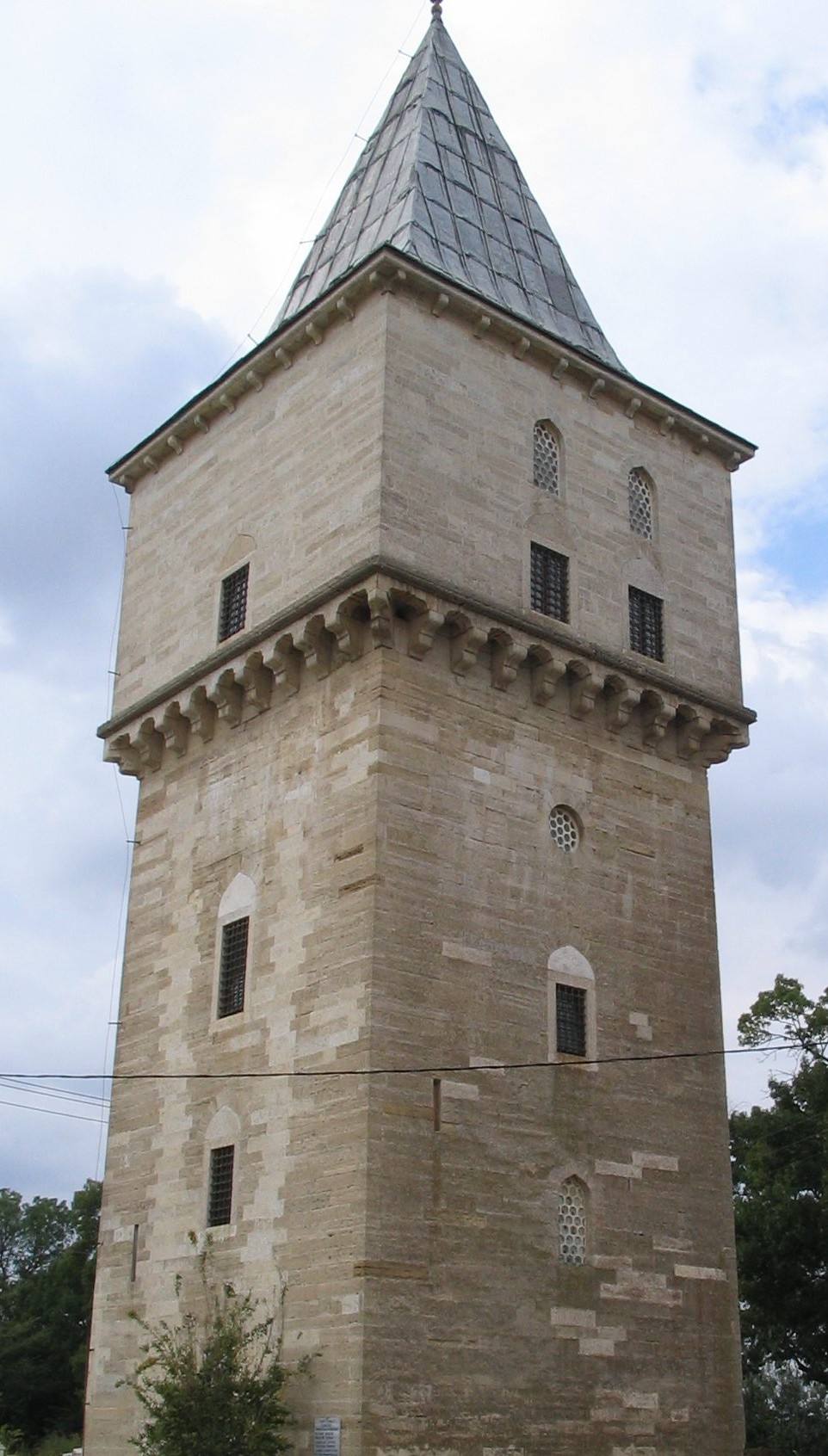
La torre de la justicia /toma la forma de un Capirote (penitente)/ desde la cima de la cual Shabtai Tzvi llama que uno es Alá y Mahoma es su profeta. Sobre su cabeza está la espada de Osman. La fecha es Tisha b'Av, 1666.

A pesar de la controversia judeocristiana y los enfrentamientos en la nueva era, los rabinos generalmente tuvieron éxito en su misión espiritual en las comunidades judías de todo el mundo durante la Edad Media. Con Era de los Descubrimientos y Edicto de Granada, se avecinan nuevos tiempos.

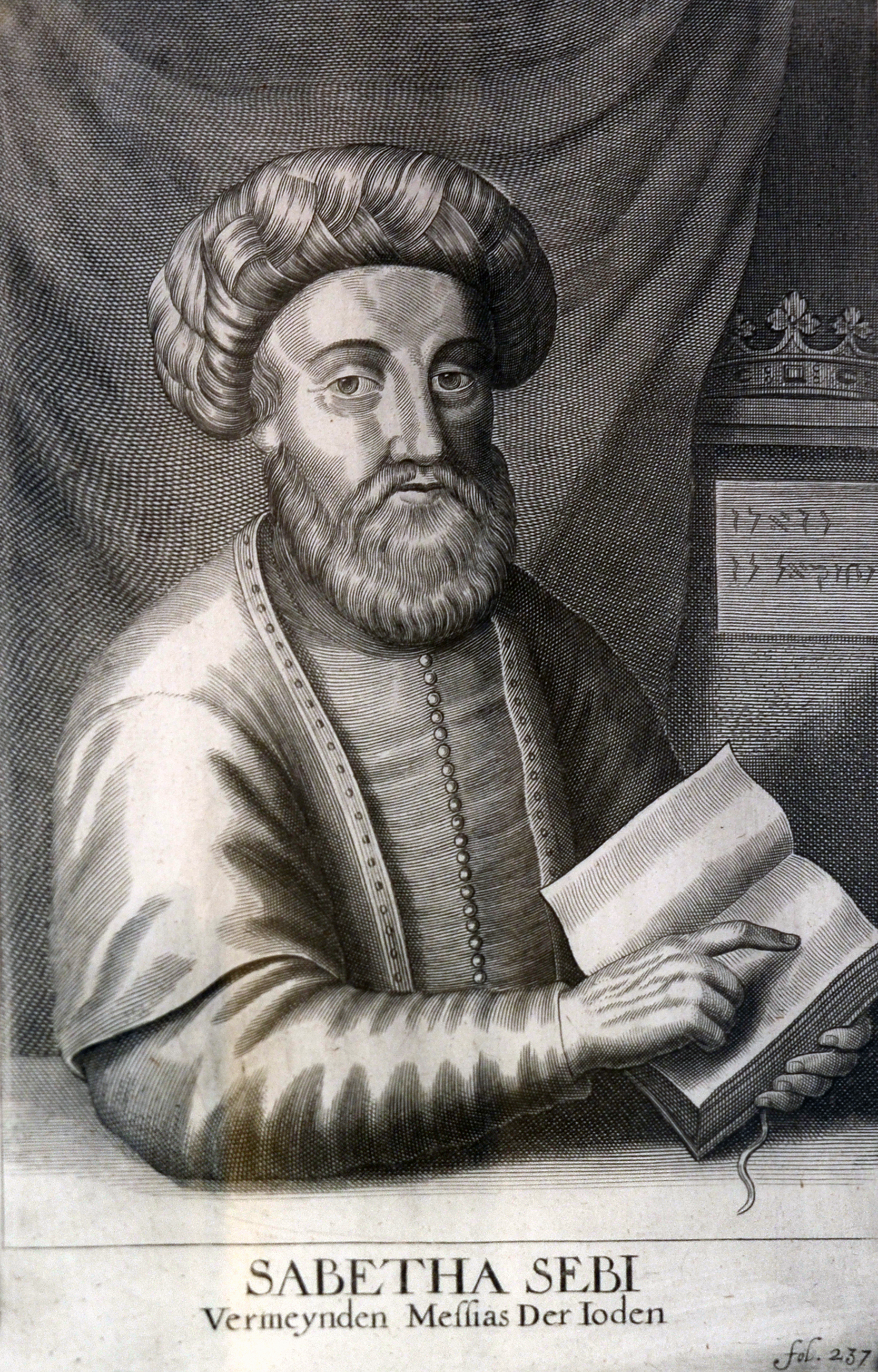
1666 es el año de la reconstrucción del Templo de Jerusalén.

Desde el siglo XVI, Jerusalén, Tierra Santa y la mayoría de los judíos han sido gobernados por el sultán otomano y el califa. Siempre ha habido candidatos para el Mesías en la historia del judaísmo, pero nadie ha obtenido tanto apoyo como Shabtai Tzvi. El sultán Mehmed IV (lo mismo a lo que los cosacos escriben una carta) soportó elegantemente la iniciativa de Shabtai Tzvi hasta el pacto de 1666, cuando el gran visir Fazil Ahmed en la ciudad del emperador Adrián, frente a la torre de la justicia, no expuso al mesías a su cobardía. El evento se convirtió en la mayor tragedia en la historia del judaísmo hasta el Holocausto.